# Antonia Alba
Antonia Alba (Conil de la Frontera, Espanya) és una advocada i activista coneguda per ser la representant en la província de Cadis del Movimiento Femenino por la Igualdad Real, un partit polític, i per la seua posició crítica amb l'aplicació de la llei espanyola contra la violència de gènere, denunciant les denuncies falses, i amb el feminisme radical.
Com a advocada destaca el cas en el que el 2010 es va demostrar la innocència d'un client seu, condemnat falsament d'haver comés violació i empresonat tretze anys.
No secundà la vaga feminista del 8 de març de 2018, malgrat que en compartia algunes reivindicacions.
L'abril de 2018 es va fer viral per la seua resposta al premi negatiu Filoxera, entregat en l'edició XXVI per l'Ajuntament de Jerez. El premi negatiu es basava en que el seu activisme no és considerat pel tribunal com a feminista.

## Pensament
Antonia Alba explica que defensa una igualtat real, oposada a la que defensen, segons diu, moltes feministes. Aquest punt d'inflexió ve per haver descobert que havia mantingut un prejudici contra un client assumint que era un maltractador, quan de fet era el maltractat. Antonia Alba es considera a si mateixa feminista.
Critica tres punts clau:
- La demonització dels homes com éssers naturalment malignes.
- Les denuncies falses per maltractament, definides per la llei, interrogant:

"¿Em podeu discutir a mi que el 80% de les denúncies de violència de gènere s'acaben arxivant o sobreseient? ¿Per què no s'investiga eixe tipus de procediment per part de la Fiscalia, per si en algun d'aquests casos hi ha simulació de delicte o denúncia falsa?"
- La despenalització de l'incompliment del règim de visites.